# Drosophila pychnochaetae
Drosophila pychnochaetae är en tvåvingeart som beskrevs av Elmo Hardy 1965. Drosophila pychnochaetae ingår i släktet Drosophila och familjen daggflugor.
Artens utbredningsområde är Hawaii.